# Jean-Baptiste Bassand
Jean-Baptiste Bassand, född 24 november 1680 i Baume-les-Dames, död 30 november 1742 i Wien, var en fransk läkare, känd för sin korrespondens med Herman Boerhaave.
Efter läkarutbildningen vid universitetet i Leiden (där Boerhaave var hans lärare) verkade Bassand i Wien, och blev bland annat professor vid stadens universitet. 1724 blev han personlig läkare till Leopold av Lothringen och senare blev han läkare till det kejserliga hovet i Österrike. 1732 blev han medlem av Royal Society i London.